# شریلز فورد (کارولینای شمالی)
شریلز فورد (به انگلیسی: Sherrills Ford) یک منطقهٔ مسکونی در ایالات متحده آمریکا است که در شهرستان کاتاوبا، کارولینای شمالی واقع شده‌است. شریلز فورد ۲۰٫۲ کیلومتر مربع مساحت و ۹۴۱ نفر جمعیت دارد و ۲۷۷ متر بالاتر از سطح دریا واقع شده‌است.